# Pantopsalis johnsi
Pantopsalis johnsi is een hooiwagen uit de familie Monoscutidae.
De soort komt voor in Nieuw-Zeeland.